# رز قرمز (ترانه)
رز قرمز (به آلمانی: Rosenrot)، ترانه‌ای از آلبوم رز قرمز گروه آلمانی رامشتاین است. این ترانه دومین تک‌آهنگ آلبوم رز قرمز است.